# VT-4
Der VT-4, auch als MBT-3000 bekannt, ist ein moderner chinesischer Kampfpanzer, der von der China North Industries Corporation (NORINCO) für den Export entwickelt wurde.

## Geschichte

### Hintergrund
Die Volksrepublik China baute und entwickelte, basierend auf einem russischen Panzermodell, dem T-54A ab 1956 einen eigenen Panzer. Dieser erhielt die Bezeichnung Type 59, nach seinem Einführungsjahr. Seit dieser Zeit hat sich in China die nationale Rüstungsindustrie sehr stark entwickelt. Sie war nun in der Lage für den eigenen Bedarf, aber auch für befreundete Staaten, leistungsfähige und verhältnismäßig günstige Panzermodelle zu entwickeln und zu produzieren. Der VT-4 als Entwicklung des beginnenden 21. Jahrhundert, stellt den Versuch der Volksrepublik dar eine führende Rolle auf dem internationalen Rüstungsmarkt zu spielen.

### MBT 2000
Zwischen dem Ende der 1980er und den frühen 1990er Jahren begann in China die Entwicklung eines Panzermodells der sogenannten Dritten Generation. Das Ergebnis war der für den chinesischen Außenhandel bestimmte Typ 90-II. Dieser wurde in Zusammenarbeit mit der pakistanischen Armee zum MBT 2000 weiterentwickelt und eingeführt. Dieser Panzer verfügte über einen Motor aus ukrainischer Produktion.

### Entwicklung
Die Entwicklung eines verbesserten Panzers für den Export begannen in den frühen 2010er-Jahren als Antwort auf die Nachfrage nach einem erschwinglichen, aber leistungsfähigen Kampfpanzer für internationale Kunden. NORINCO nutzte dabei seine Erfahrung aus der Entwicklung des MBT 2000 und integrierte Technologien aus dem chinesischen Kampfpanzer Type 99. Der VT-4 wurde erstmals 2012 auf der Rüstungsmesse Eurosatory in Paris der Öffentlichkeit vorgestellt. Im August 2012 empfing NORINCO mehrere Diplomaten, Militärbeamte und Rüstungsunternehmen aus 44 Ländern, um die Exportversion des Kampfpanzers vorzuführen.
Auf der China International Aviation & Aerospace Exhibition im Jahr 2014 wurde erstmals ein Vorführmodell des Kampfpanzers präsentiert. Auf der Verteidigungsausstellung AAD 2014 in Pretoria zeigte der damalige stellvertretende Verteidigungsminister Südafrikas Interesse an dem VT-4, was aber nicht zu einem Kauf des Kampfpanzers führte.
Aktuell stellt das Fahrzeug einen Nachweis für Chinas wachsendes technologisches Know-how im Militärsektor dar und ist scheinbar für Schwellenländer preislich attraktiv.

## Technische Daten

### Aufbau und Panzerung
Der VT-4 ist konventionell aufgebaut. Der Fahrerraum befindet sich vorne, der Kampfraum in der Mitte und das Triebwerk hinten. Die Besatzung besteht aus 3 Soldaten, die aus dem Kommandanten, dem Kraftfahrer und einem Richtschützen besteht. Der Kraftfahrer sitzt in der Mitte des Fahrzeugs und verfügt über eine durchgehende Lukenabdeckung. Diese lässt sich anheben und nach rechts schwenken. Davor befinden sich drei Periskope, wodurch der Kraftfahrer nach vorn, leicht rechts und links schauen kann. Das mittlere Periskop kann durch eines für Nachtfahrten ausgetauscht werden. Der Panzerkommandant sitzt rechts und der Richtschütze links im Kampfturm. Beide Sitzplätze sind mit durchgehenden Dachluken und Sichtgeräten ausgestattet.
Der Kampfturm befindet sich in der Mitte und besteht aus einer komplett verschweißten Stahlpanzerkonstruktion. Darüber wurde eine Schicht mit Verbundpanzerung hinzugefügt. Um den Schutz an den Seiten zu erhöhen, kann der VT-4 mit einer explosiven Reaktivpanzerung (ERA) ausgestattet werden. An der Rückseite und an jeder Seite des Kampfturms befinden sich Staukörbe für Material und persönliche Ausrüstung. Die neueste Version des VT-4 verfügt über Schutz vor Tandem-Sprengkopf-Munition.

### Bewaffnung
Die Hauptbewaffnung des VT-4 besteht aus einer 125-mm-Glattrohrkanone mit einer Thermohülse und einem Rauchabzug. Die Zuführung der Munition erfolgt über einen automatischen Lader. Dieser Lader kann bis zu 22 Geschosse laden und mit einer Geschwindigkeit von bis zu acht Geschossen pro Minute verschießen. Insgesamt kann der VT-4 38 Geschosse mitführen. Zur Munition gehören Wuchtgeschosse, hochexplosive Quetschköpfe und hochexplosive Panzerabwehrsprengköpfe. Neben der Hauptkanone befindet sich ein koaxiales 7,62-mm-Maschinengewehr. Auf der Kommandantenkuppel befindet sich ein ferngesteuertes 12,7-mm-Maschinengewehr, das zur Bekämpfung von Boden- oder Luftzielen genutzt werden kann. An der Rückseite des Turms befinden sich sechs elektrisch betriebene Nebelmittelwerfer, die die Ladung vor den Panzer werfen. Weiterhin verfügt der Kampfpanzer über die Möglichkeit, Lenkwaffen mitzuführen und einzusetzen. Dazu zählt die Fernlenkrakete 9K119 Refleks mit einer Reichweite von bis zu 5 km.

### Mobilität
Der VT-4 wird von einem wassergekühlten und elektronisch gesteuerten Turbodieselmotor mit 1300 PS angetrieben. Die Rollenaufhängung ist mittels einer Drehstabfederung mit hydraulischen Stoßdämpfern gefedert und besteht auf beiden Seiten aus sechs großen und doppelläufigen Laufrädern mit einer Gummibereifung. Das Antriebsrad vorne und das Leitrad hinten sind erhöht angebracht. Die Rückführung der Kette wird mithilfe von kleineren Rücklaufrollen. Um die Reichweite des VT-4 zu erhöhen, können zwei zusätzliche Dieseltanks außen am Heck montiert werden. Mit 52 Tonnen Gewicht erreicht der Kampfpanzer auf der Straße eine maximale Geschwindigkeit von 70 km/h. Die maximale Reichweite beträgt 500 km. Durch seine Länge kann der Kampfpanzer auch Gräben mit einer Breite von 2,7 m überwinden oder, mit speziellen Vorbereitungen, Gewässer von bis zu 5 m Tiefe durchwaten. Weiterhin kann der VT-4 Steigungen von bis zu 60 % und Hindernisse von bis zu 1,20 m Höhe überwinden.

### Elektronik und Sensorik
Der VT-4 verfügte über eine stabilisierte Feuerkontrolle. Für eine verbesserte Aufklärung verfügt der Kampfpanzer über Wärmebildvisiere der zweiten Generation beim Kommandanten und dem Richtschützen. Dies ermöglicht die Kampfführung bei Tag und auch in der Nacht. Zusätzlich verfügt die Visiereinrichtung über einen Laser-Entfernungsmesser. Der Kommandant verfügt über ein, auf dem Dach montiertes und stabilisiertes Panoramavisier. Damit kann er Ziele erfassen und an den Richtschützen weiterleiten.
Zur Standardausstattung des VT-4 gehört ein kollektives ABC-Schutzsystem, eine Freund-Feind-Erkennung und ein aktives Schutzsystem Typ GL5. Dieses Schutzsystem ist mit einer Laserwarnung mit den Nebelwerfern gekoppelt und löst aus, sobald eine feindliche Zielerfassung erfolgt. Sollte es im Kampfpanzer zu einem Brand kommen, wird die interne Feuerlöschanlage aktiviert. Um den Komfort der Besatzung zu erhöhen, wurden eine Klimaanlage und ein Explosionsunterdrückungssystem eingebaut. Für einen besseren Fahrkomfort verfügt der Platz des Kraftfahrers über einen Monitor für die Rückwärtsfahrt.

## Einsatzländer

### Thailand
Im Januar 2018 führte die Königlich Thailändische Armee Tests mit dem VT-4 im Kavalleriezentrum im Militärlager Adisorn in Saraburi durch. Daraufhin kaufte das Land 28 Panzer und wenig später 10 weitere. Damit ist Thailand der erste ausländische Nutzerstaat des VT-4. Weitere Kampfpanzer sollen in den nächsten Jahren noch folgen.

### Pakistan
Im Juli 2019 entschied sich Pakistan ebenfalls dafür, den neuen Kampfpanzer zu kaufen. Mindestens 100 Stück sollten die älteren Kampfpanzer ersetzen. Pakistan entschied sich für den VT-4, da der eigene Kampfpanzer Al Khalid II noch in der Entwicklung war. Die ersten Stück wurden Mitte April ausgeliefert. Eine Weiterentwicklung des VT-4 unter dem Namen Haider (Urdu: حیدر) wird inzwischen in Pakistan selbst mit chinesischer Unterstützung produziert.

### Nigeria
Nigeria setzt den VT-4 in regionalen Konflikten ein.

### Algerien
Die ersten Tests des Kampfpanzers auf einem Testgelände in Algerien waren für die algerische Armee vielversprechend. Bei den Schießübungen auf lange Distanzen lag das Trefferbild bei 100 %. Auch bei weiteren Tests und Übungen lieferte der Kampfpanzer sehr gute Ergebnisse. Die Streitkräfte waren so überzeugt, dass der Panzer nach Pressemitteilungen für die algerische Armee eine ernsthafte Option im Vergleich zum russischen T-90 ist.

## Vermarktung
Mit modernen Panzersystemen, wie Leopard 2, Merkava, Leclerc, M1 Abrams und T-90 haben viele westliche und der Russischen Föderation nahestehende Länder Gefechtsfahrzeuge mit hohen Betriebs- und Anschaffungskosten im Einsatz. In vielen Ländern stellen diese Systeme einen zu hohe finanzielle Belastung der nationalen Rüstungsbudgets dar, so dass auf dieses Systeme heutzutage verzichtet wird. Gleichzeitig verändert sich seit Beginn des 21. Jahrhunderts die globale Sicherheitslage und es kommt vermehrt zu konventionellen Konflikten, in denen das System Panzer weiterhin als relevante Komponente gesehen wird.
Trotz der moderaten Kosten bietet der VT-4 ein hohes Maß an Technologie und Kampffähigkeit, was ihn für die großen internationalen Rüstungskonzerne zu einem ernstzunehmenden Wettbewerber auf dem globalen Rüstungsmarkt macht.

## Vergleich mit anderen Panzern
Der VT-4 wird oft mit Modellen wie dem russischen T-90 oder dem amerikanischen M1 Abrams verglichen. Allerdings liegen die vom System erreichten Werte im Hinblick auf Feuerkraft und Schutz nicht vollständig auf dem gleichen Niveau. Doch zeigen die Konflikte der Vergangenheit, dass auf jedem Gefechtsfeld schnell unterschiedliche Situationen entstehen können, welche die rein mathematischen Betrachtungen von Leistungsparametern einzelner Gefechtsfahrzeuge irrelevant machen. Insbesondere die Duellsituation ist in modernen Konflikten seltener gegeben, als zur Hochzeit des System Panzer im Zweiten Weltkrieg.

## Varianten
- MBT-3000: Prototyp des VT-4.

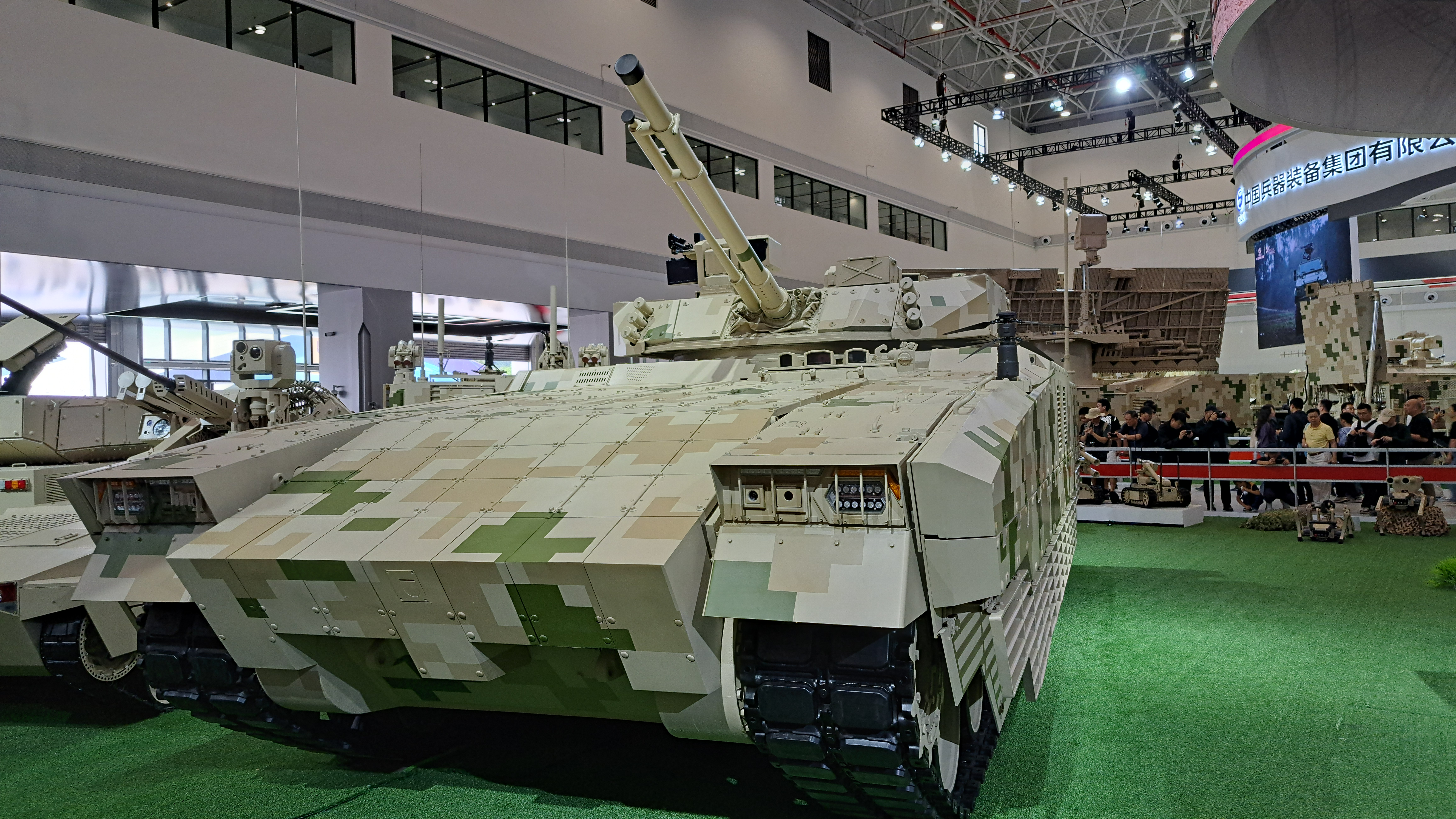
Schweres Schützenpanzerfahrzeug VN20

- VT-4: Produktionsmodell für den Export.
- VT-4A1: Verbessertes Modell mit modifiziertem Turm. Der neue Turm verfügt über Radarpaneele, neu positionierte Granatwerfer, ein neues Hard-Kill-Aktivschutzsystem und einen Werfer für kleine Angriffsdrohnen.
- Haider MBT: Vor Ort montierte pakistanische Variante.
- VN20: schweres Schützenpanzerfahrzeug